# روما موسم 2024–25
كان موسم 2024–25 هو الموسم الـ98 في تاريخ نادي روما الرياضي، والموسم الـ73 على التوالي للنادي في الدوري الإيطالي. بالإضافة إلى الدوري المحلي، يشارك النادي في كأس إيطاليا والدوري الأوروبي.